# Prix Iris de la meilleure coiffure
Le prix Iris de la meilleure coiffure est une récompense cinématographique québécoise décernée chaque année depuis 2005 lors du Gala Québec Cinéma au meilleur coiffeur ou à la meilleure coiffeuse. Ce prix récompense un travail de réalisation cinématographique, jugé comme étant le meilleur de l'année écoulée.

## Palmarès
Source : Québec Cinéma

### Distribué sous le nom de prix Jutra de la meilleure coiffure

#### Années 2000
- 2005 : Michelle Côté pour Ma vie en cinémascope
  - Réjean Goderre pour Head in the Clouds
  - Linda Gordon pour Camping sauvage
  - Denis Parent pour Monica la mitraille

- 2006 : Réjean Goderre pour C.R.A.Z.Y.
  - Réjean Forget pour Idole instantanée
  - Martin Lapointe pour Maurice Richard
  - Johanne Paiement pour Le Survenant

- 2007 : Ginette Cerat-Lajeunesse pour Le Secret de ma mère
  - Johanne Paiement pour Bon Cop, Bad Cop
  - Denis Parent pour Sans elle
  - Martin Rivest pour Le Génie du crime

- 2008 : Réjean Forget pour Ma tante Aline
  - Réjean Goderre pour Ma fille, mon ange
  - Johanne Paiement pour Les 3 P'tits Cochons
  - Denis Parent pour Nitro

- 2009 : Martin Lapointe pour Maman est chez le coiffeur
  - Réjean Goderre pour Cruising Bar 2
  - Manon Joly pour C'est pas moi, je le jure!
  - Denis Parent pour Babine

#### Années 2010
- 2010 : Linda Gordon pour 1981
  - André Duval pour Grande Ourse : La Clé des possibles
  - Martin Lapointe pour Serveuses demandées
  - Marie-Lyne Normandin pour Dédé, à travers les brumes
  - Martin Rivest pour Je me souviens

- 2011 : Réjean Goderre pour Le Monde de Barney (Barney's version)
  - André Duval pour Le poil de la bête
  - Réjean Goderre pour Oscar et la dame rose
  - Sabin Paradis pour Cabotins
  - Philippe Sarfati pour Les Amours imaginaires

- 2012 : Denis Parent pour Gerry
  - Marcelo Padovani pour Coteau rouge
  - Denis Parent pour Frisson des collines
  - Martin Lapointe pour Une vie qui commence
  - Ghislaine Sant et Frédéric Birault pour Café de Flore

- 2013 : Michelle Côté et Martin Lapointe pour Laurence Anyways
  - André Duval pour L'Affaire Dumont
  - Richard Hansen pour Mars et Avril
  - Ann-Louise Landry pour L'Empire Bo$$é
  - Denis Parent pour Ésimésac

- 2014 : Martin Lapointe pour Louis Cyr : L'Homme le plus fort du monde
  - Réjean Goderre pour Il était une fois les Boys
  - Manon Joly pour Lac Mystère
  - Maïna Militza pour Chasse au Godard d'Abbittibbi
  - Denis Parent pour Les Quatre Soldats

- 2015 : Daniel Jacob pour 1987
  - Réjean Forget et Cynthia Patton pour Maïna
  - Ann-Louise Landry pour Miraculum
  - Martin Lapointe pour Henri Henri
  - Ghislaine Sant pour Love Projet

### Distribué sous le nom de Trophée de la meilleure coiffure
- 2016 : Martin Lapointe pour La Passion d’Augustine
  - Martin Lapointe pour Corbo
  - Réjean Goderre pour La Chanson de l'éléphant
  - Martin Lapointe pour Les Êtres chers
  - Martin Lapointe pour Ville-Marie

### Distribué sous le nom de prix Iris de la meilleure coiffure
- 2017 : Martin Lapointe pour Nelly
  - Marie-France Cardinal et Véronique-Anne Leblanc pour Chasse-Galerie : La légende
  - Réjean Goderre pour 10 secondes de liberté (Race)
  - Marcelo Padovani pour Embrasse-moi comme tu m'aimes
  - Denis Vidal pour Juste la fin du monde

- 2018 : Réjean Forget et Ann-Louise Landry pour Hochelaga, terre des âmes
  - Nermin Grbic, Denis Parent et Marie Salvado pour La Petite Fille qui aimait trop les allumettes
  - Lina Fernanda Cadavid, Priscila de Villalobos, Aleli Mesina et Pamela Warden pour X Quinientos
  - Denis Parent et Jean-Luc Lapierre pour Les Rois mongols
  - Anne-Marie Lanza pour Nous sommes les autres

- 2019 : Martin Lapointe pour La Bolduc
  - Nathalie Dion pour À tous ceux qui ne me lisent pas
  - Dominique T. Hasbani pour Répertoire des villes disparues
  - Daniel Jacob pour 1991
  - André Duval pour La chute de Sparte

#### Années 2020
- 2020 : Nermin Grbic pour Le vingtième siècle
  - Stéphanie Deflandre pour Mafia Inc.
  - Michelle Côté pour Le chant des noms
  - Martin Lapointe pour Il pleuvait des oiseaux
  - Daniel Jacob pour Fabuleuses

- 2021 : Johanne Paiement pour La Déesse des mouches à feu
  - Stéphanie Deflandre pour Mon cirque à moi
  - Michelle Côté pour Mon année Salinger
  - Marcelo Padovani pour Blood Quantum
  - André Duval pour Le Club Vinland

- 2022 : Martin Lapointe pour Maria Chapdelaine
  - Frédéric Bélanger pour Brain Freeze
  - Janie Otis pour L'Arracheuse de temps
  - Lyle Lapiana, Sandrine Masson, Silvine Picard et Rémy Pilot pour Aline
  - Pamela Warden pour Beans

- 2023 : Richard Hansen, Réjean Forget et Johanne Hansen pour La Cordonnière
  - André Duval (en) pour Une femme respectable
  - Ann-Louise Landry pour Babysitter
  - Nermin Grbic (en) Les Chambres rouges
  - Vincent Dufault pour Viking